# Juridicum
Als Juridicum wird oft die Bibliothek oder das gesamte Gebäude der rechtswissenschaftlichen Fakultät einer Universität bezeichnet. Umgangssprachlich wird damit mitunter nicht nur das Gebäude, sondern auch die Fakultät selbst bezeichnet.

## Juridica an Universitäten
Ein Juridicum findet sich unter diesem Namen etwa an folgenden Universitäten:
- Rheinische Friedrich-Wilhelms-Universität, Bonn

- Universität Bremen
- Christian-Albrechts-Universität zu Kiel
- Heinrich-Heine-Universität, Düsseldorf
- Friedrich-Alexander-Universität Erlangen-Nürnberg
- Johann Wolfgang Goethe-Universität, Frankfurt am Main
- Justus-Liebig-Universität Gießen
- Georg-August-Universität Göttingen
- Juridicum (Halle)
- Universität Leipzig
- Westfälische Wilhelms-Universität, Münster
- Universität Passau
- Universität Osnabrück
- Universität Wien

## Andere Juridica
Des Weiteren wird die Bezeichnung Juridicum verwendet für:
- Die am Juridicum der Rheinischen Friedrich-Wilhelms Universität gelegene und nach diesem benannte U-Bahn-Haltestelle in Bonn